# 賓厄姆鎮區 (密西根州克林頓縣)
賓厄姆鎮區（英語：Bingham Township）是位於美國密西根州克林頓縣的一個行政鎮區。

## 地方資料
賓厄姆鎮區的面積為83.94平方千米，當中陸地面積為83.89平方千米，而水域面積為0.05平方千米。根據2020年美國人口普查的數據，當地共有人口2919人，而人口密度為每平方千米34.77人。